# Sophie Witt
Sophie Witt (* 1983) ist eine deutsche Literaturwissenschaftlerin.

## Leben
Nach dem Abitur 2002 am Sophiengymnasium Weimar absolvierte sie von 2002 bis 2008 ein Magisterstudium der Theaterwissenschaft, Germanistik, Hispanistik an der Universität Leipzig. Nach der Promotion 2014 zum Dr. phil. an der Europa-Universität Viadrina ist sie seit 2021 SNF-Professorin (PRIMA), Abteilung für Neuere Deutsche Literaturwissenschaft, Deutsches Seminar der Universität Zürich. Sie ist ab Februar 2023 Professorin für Literaturwissenschaft, insbesondere Wissenskulturen und Interdisziplinarität an der Universität Hamburg.
Ihre Forschungsschwerpunkte sind Theatergeschichte, 18. Jhd. bis in die Gegenwart, Literaturen der Sattelzeit und klassischen Moderne, Theatertheorie des 20. Jahrhunderts, bes. der Avantgarden, Gegenwartsliteratur und -theater, Performancetheorie, Komparatistik/Interdependenz deutscher und englisch-amerikanischer Literatur des 18. bis 20. Jahrhunderts, Literatur & Medizin (historisch), Korporalität als Wissenskategorie, Theater/Literatur und Psychoanalyse, Theatralität als Kategorie der Literatur- und Kulturwissenschaft, Diskurse und Praktiken der Kritik, Roman- und Gattungstheorie, kulturwissenschaftliche Methodologie: Poststrukturalismus/Dekonstruktion, (Neue) Materialismen, Theorien der Verkörperung und des Ereignisses und Medical Humanities, Literatur & Medizin (systematisch); Literatur & Ethik.